# George Popoviciu
George Popoviciu (n. 25 aprilie 1862, Cliciova, România – d. 27 decembrie 1927, Lugoj, Timiș, România), ortografiat în unele surse și ca George Popovici sau Gheorghe Popovici, a fost un delegat în Marea Adunare Națională de la Alba Iulia, organismul legislativ reprezentativ al „tuturor românilor din Transilvania, Banat și Țara Ungurească”, cel care a adoptat hotărârea privind Unirea Transilvaniei cu România, la 1 decembrie 1918.:p. 77

## Biografie
Face primele studii în comuna sa natală, apoi trece la școala primară din Lugoj, de unde continuă să urmeze clasele liceului de stat, trecând bacalaureatul în anul 1881. Frecventează apoi cursurile facultății de Teologie din Cernăuți și este promovat doctor în științele teologice la data de 23 martie 1885.
În vara anului 1886 este chemat de episcopul Ioan Popasu la Caransebeș, pentru a susține la Seminarul de acolo cursurile de dogmatică. Funcționează în calitate de profesor de dogmatică în anul școlar 1886-1887. La data de 13 septembrie 1887 este ales ca protopop, credincioșii alegându-l în unanimitate. La data de 17 septembrie același an, George Popoviciu se căsătorește cu Elena, fiica preotului Vasilie Ianculescu din Jurești. La câteva zile de la acest eveniment important, este hirotonit ca diacon și mai apoi ca preot.
La data de 7 noiembrie 1887 a fost numit protopresbiter (protopop) și după o săptămână a fost instalat protopop la Biserica Adormirea Maicii Domnului din Lugoj. În această înaltă funcție, George Popoviciu a ajuns pe când avea doar 25 de ani, așadar el era singurul protopop atât de tânăr din întreaga Mitropolie a Transilvaniei.
În ceea ce privește activitatea sa literară, acesta a dat roade destul de bogate. Pe lângă nenumăratele articole pe care le-a scris în diferite ziare și reviste, a mai publicat o serie întreagă de cărți cu subiect bisericesc, dar mai ales studii istorice asupra Banatului, fapt care l-a consacrat ca fiind istoriograf-banatolog de mare valoare, în urma acestor lucrări fiind ales membru corespondent al Academiei Române. Primele articole pe care le-a scris ca student la teologie, au fost publicate în revista creștină „Candela” din Cernăuți.
Ca profesor la Caransebeș și ca protopop de Lugoj, a publicat mai multe articole în „Revista teologică” din Sibiu. A colaborat apoi pentru partea bisericească la „Enciclopedia română”, publicată de Asociație sub îngrijirea lui Corneliu Diaconovici.
A fost redactorul memoriului politico-istoric asupra Banatului, memorie care a fost semnat de toți fruntașii români ai Banatului, memoriu prin care s-a cerut integritatea Banatului.

## Activitatea politică
Ca protopop al Lugojului, George Popoviciu a dezvoltat o mare și fecundă activitate atât pe plan politic cât și cel literar. A fost un membru important al Partidului Național Român. După instalarea sa ca protopop a fost ales ca președinte al clubului acestui partid iar după 5 ani a fost proclamat președinte al organizației partidului din tot județul Caraș- Severin. Pe acest post, George Popoviciu a activat până după primul război mondial.
Între anii 1892-1893 a fost și vicepreședinte în comitetul central al Partidului Național Român. Ca luptător politic a candidat la alegerile parlamentare din 1906 și a fost ales deputat în Dieta din Budapesta pentru circumpscripția Lugojului.
A fost reprezentantul protopopiatului ortodox Lugoj la Marea Adunare Națională de la Alba Iulia din 1918. Tot el a fost și cel care a prezidat cele două mari Adunări poporale ținute în 1919 la Lugoj și la Timișoara și a redactat memoriul pentru integritatea Banatului.
În anul 1921 înființează cu mai mulți fruntași ai vieții publice românești, organizația partidului  național-liberal din județul Caraș-Severin, fiind ales președinte al acestei organizații.
La alegerile din 1927 a fost ales din nou senator pentru consiliile comunale.

## Recunoaștere
A fost decorat cu ordinele „Steaua României” și „Coroana României” în grad de „comandor” și cu „Răsplata muncii pentru Biserică”.